# Parcy-et-Tigny
Parcy-et-Tigny ist eine französische Gemeinde mit 247 Einwohnern (Stand: 1. Januar 2022) im Département Aisne in der Region Hauts-de-France (frühere Region: Picardie). Sie gehört zum Arrondissement Soissons und zum Kanton Villers-Cotterêts.

## Geographie
Die Gemeinde Parcy-et-Tigny, zu der außer Parcy und Tigny noch die im Südosten gelegene Häusergruppe Coutremain gehört, liegt rund zwölf Kilometer südlich von Soissons auf einem Plateau zwischen den Flüssen Savières und Crise. Die östliche Begrenzung bildet teilweise eine Trasse der alten Heerstraße Chaussée Brunehaut. Nachbargemeinden von Parcy-et-Tigny sind Villemontoire im Norden, Hartennes-et-Taux und Grand-Rozoy im Osten, Le Plessier-Huleu und Saint-Rémy-Blanzy im Süden und Südwesten sowie Vierzy im Nordwesten.

## Geschichte
Die Gemeinde Parcy-et-Tigny wurde 1810 aus den damaligen Gemeinden Parcy und Tigny gebildet.

### Bevölkerungsentwicklung
| Jahr                       | 1962 | 1968 | 1975 | 1982 | 1990 | 1999 | 2011 | 2022 |
| Einwohner                  | 293  | 245  | 216  | 210  | 241  | 243  | 250  | 247  |
| Quellen: Cassini und INSEE |      |      |      |      |      |      |      |      |

## Sehenswürdigkeiten
- Der Glockenturm aus dem 16. Jahrhundert als Überrest der Kirche Saint-Rémi in Parcy, 1913 als Monument historique klassifiziert (Base Mérimée PA00115862).
- Deutscher Soldatenfriedhof, ab 1921 von den französischen Militärbehörden als Sammelfriedhof angelegt und später durch Zubettungen vergrößert, mit 4256 Gefallenen.[1] Der britische Soldatenfriedhof liegt auf dem Gebiet der Nachbargemeinde Villemontoire.
- Denkmal für die 5. Kavalleriedivision aus dem Jahr 1928.

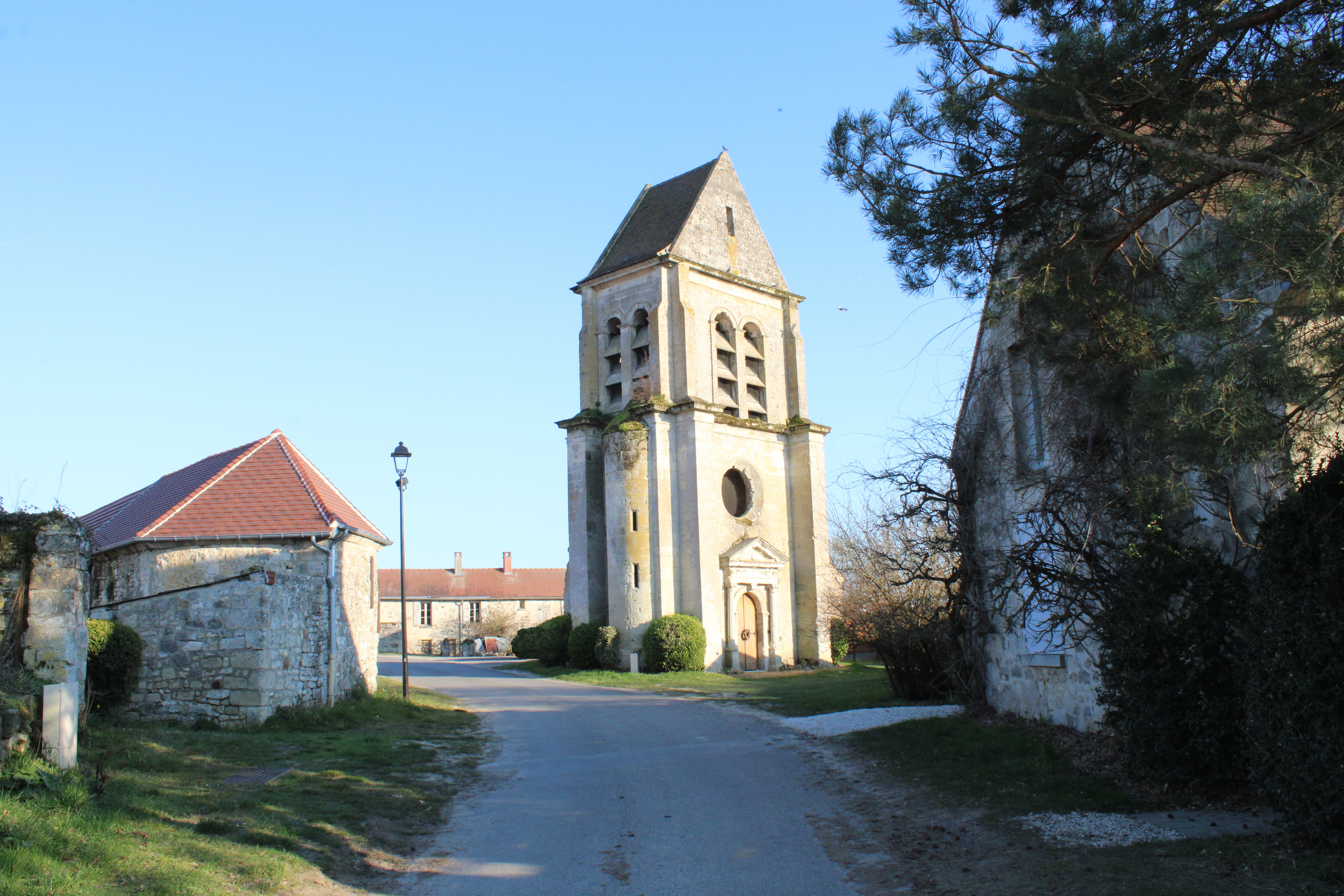
Glockenturm der ehemaligen Kirche Saint-Rémi in Parcy
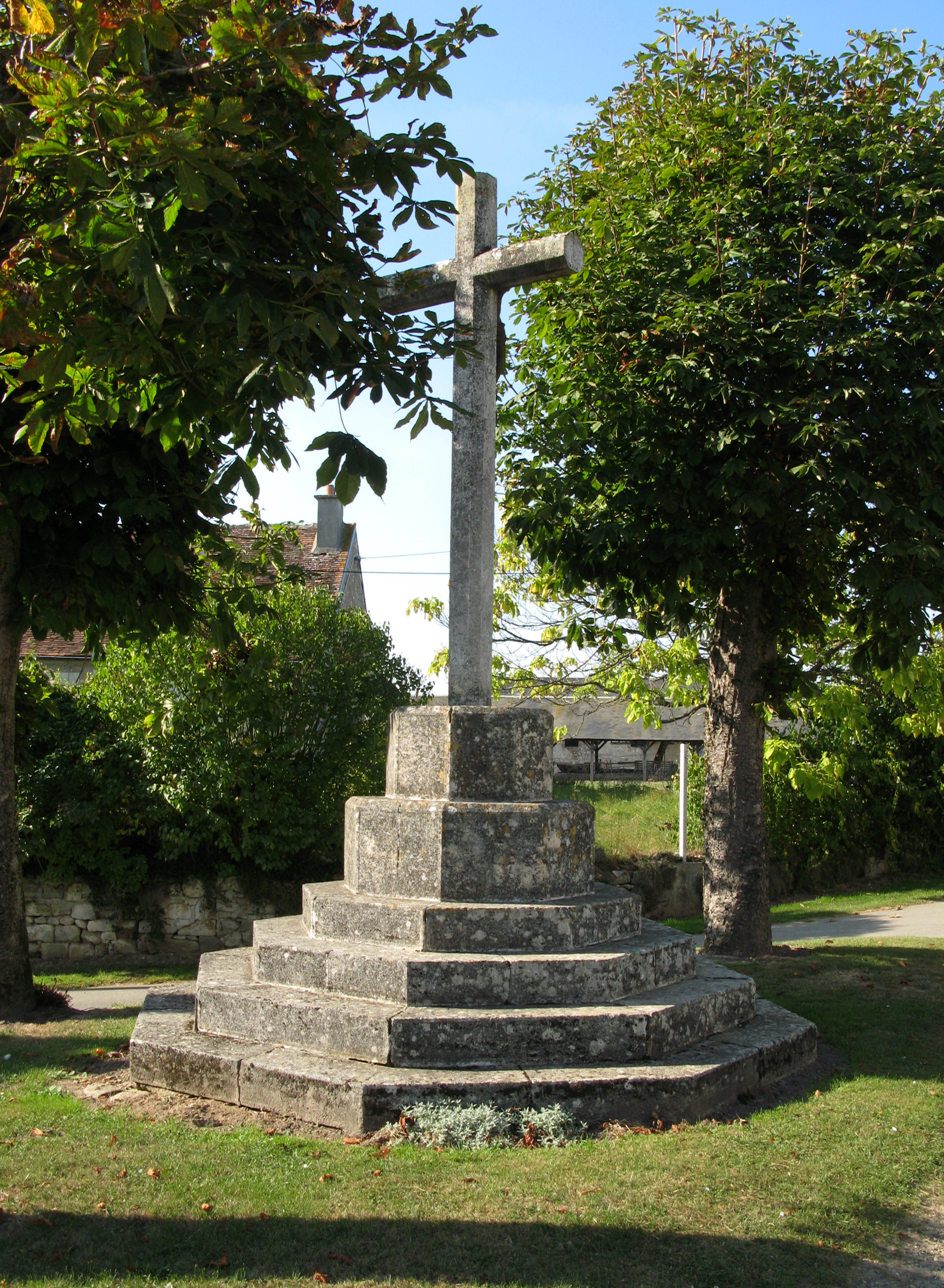
Calvaire (Wegkreuz)
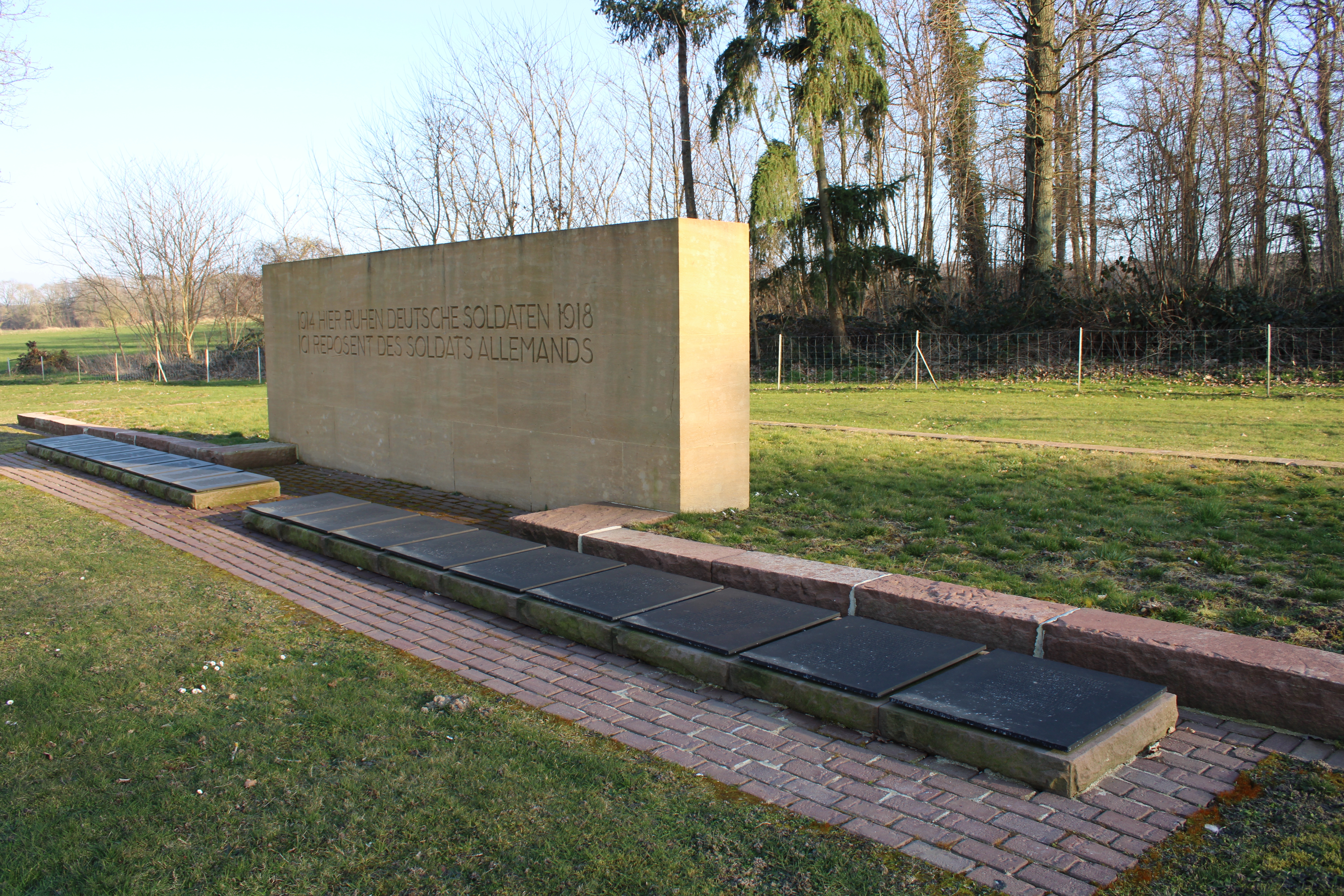
Deutscher Soldatenfriedhof
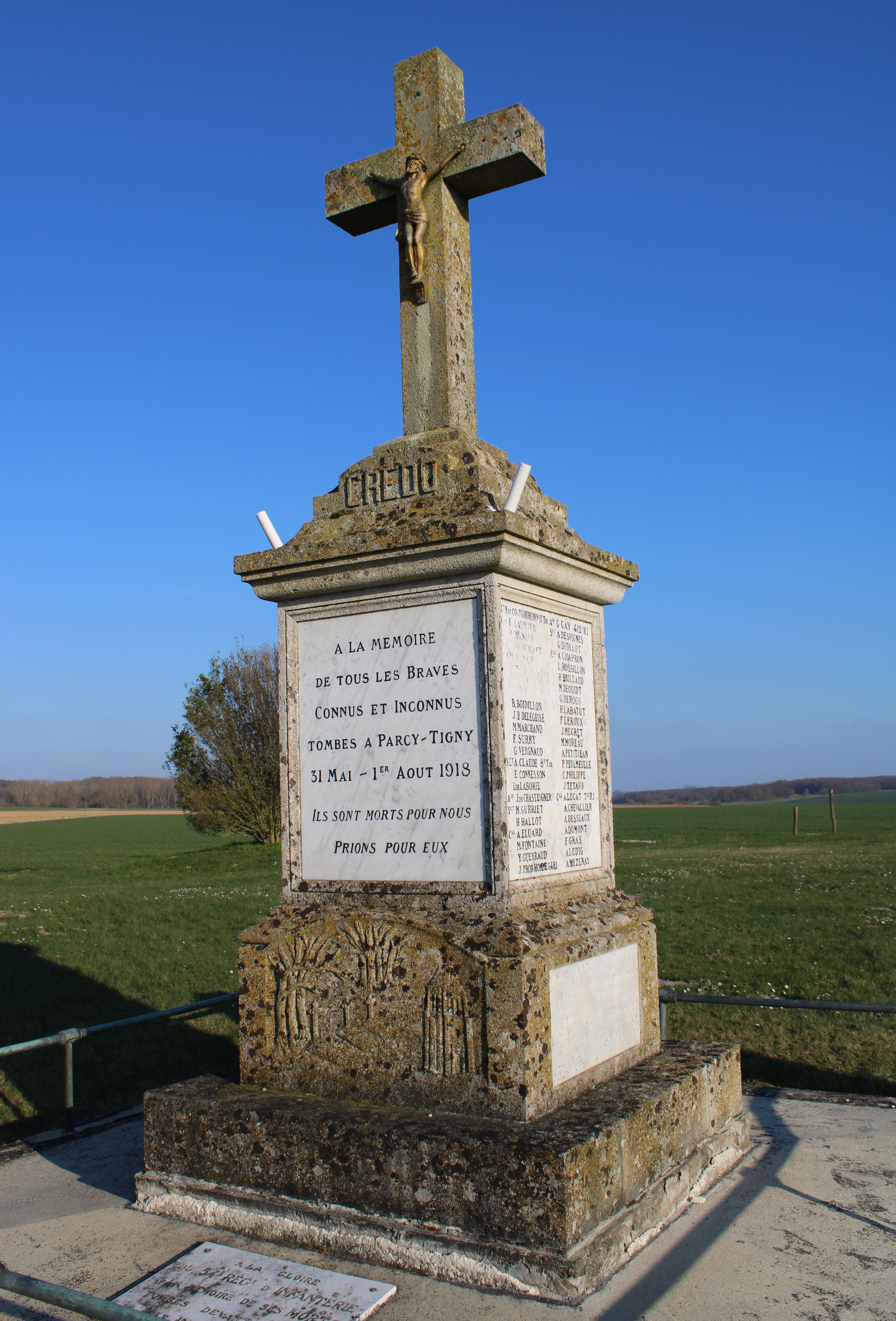
Gefallenendenkmal